# Europese auto in 2008
Dit artikel geeft een overzicht van alle Europese personenwagens die in 2008 op de markt kwamen. De auto's staan alfabetisch gerangschikt per merk.

## West-Europa
| Abarth |                  | concern:        | FIAT Italië |
| Abarth | divisie:         |                 |             |
| Abarth | merk:            | Abarth Italië   |             |
| Abarth | model:           | 500 / 595 / 695 |             |
| Abarth | einde productie: | 2024            |             |
| Abarth | productieaantal: | ?               |             |

| Alfa Romeo |                  | concern:          | FIAT Italië |
| Alfa Romeo | divisie:         |                   |             |
| Alfa Romeo | merk:            | Alfa Romeo Italië |             |
| Alfa Romeo | model:           | MiTo              |             |
| Alfa Romeo | einde productie: | 2019              |             |
| Alfa Romeo | productieaantal: | ca. 300.000       |             |

| Audi |                  | concern:          | Volkswagen AG Duitsland |
| Audi | divisie:         |                   |                         |
| Audi | merk:            | Audi Duitsland    |                         |
| Audi | model:           | Q5 (1e generatie) |                         |
| Audi | einde productie: | 2017              |                         |
| Audi | productieaantal: | ca. 1,8 miljoen   |                         |

| Audi |                  | concern:                                                                       | Volkswagen AG Duitsland |
| Audi | divisie:         |                                                                                |                         |
| Audi | merk:            | Audi Duitsland                                                                 |                         |
| Audi | model:           | TTS coupé / roadster (1e generatie; sportiever variant van de 2e generatie TT) |                         |
| Audi | einde productie: | 2014                                                                           |                         |
| Audi | productieaantal: | ?                                                                              |                         |

| Audi |                  | concern: | Volkswagen AG Duitsland |
| Audi | divisie:         | |                         |
| Audi | merk:            | Audi Duitsland                                                                                                  |                         |
| Audi | model:           | A4 Avant stationwagen (4e generatie) S4 sedan / Avant stationwagen (5e generatie; sportiever variant van de A4) |                         |
| Audi | einde productie: | 2015 |                         |
| Audi | productieaantal: | ? |                         |

| Audi |                  | concern:                                                                    | Volkswagen AG Duitsland |
| Audi | divisie:         |                                                                             |                         |
| Audi | merk:            | Audi Duitsland                                                              |                         |
| Audi | model:           | RS6 sedan / Avant stationwagen (2e generatie; krachtiger variant van de A6) |                         |
| Audi | einde productie: | 2010                                                                        |                         |
| Audi | productieaantal: | 767 (sedan), 3867 (Avant)                                                   |                         |

| Bentley |                  | concern:                        | Volkswagen AG Duitsland |
| Bentley | divisie:         |                                 |                         |
| Bentley | merk:            | Bentley Verenigd Koninkrijk     |                         |
| Bentley | model:           | Brooklands Coupé (2e generatie) |                         |
| Bentley | einde productie: | 2011                            |                         |
| Bentley | productieaantal: | 426                             |                         |

| Bentley |                  | concern:                    | Volkswagen AG Duitsland |
| Bentley | divisie:         |                             |                         |
| Bentley | merk:            | Bentley Verenigd Koninkrijk |                         |
| Bentley | model:           | Continental GT Speed        |                         |
| Bentley | einde productie: | 2010                        |                         |
| Bentley | productieaantal: | ?                           |                         |

| Bentley |                  | concern:                      | Volkswagen AG Duitsland |
| Bentley | divisie:         |                               |                         |
| Bentley | merk:            | Bentley Verenigd Koninkrijk   |                         |
| Bentley | model:           | Continental Flying Spur Speed |                         |
| Bentley | einde productie: | 2013                          |                         |
| Bentley | productieaantal: | ?                             |                         |

| BMW |                  | concern:                               | onafhankelijk |
| BMW | divisie:         |                                        |               |
| BMW | merk:            | BMW Duitsland                          |               |
| BMW | model:           | 1-serie cabriolet (E88) (1e generatie) |               |
| BMW | einde productie: | 2010                                   |               |
| BMW | productieaantal: | ?                                      |               |

| BMW |                  | concern:               | onafhankelijk |
| BMW | divisie:         |                        |               |
| BMW | merk:            | BMW Duitsland          |               |
| BMW | model:           | 7-serie (5e generatie) |               |
| BMW | einde productie: | 2015                   |               |
| BMW | productieaantal: | ca. 374.948            |               |

| BMW |                  | concern:                                                                          | onafhankelijk |
| BMW | divisie:         |                                                                                   |               |
| BMW | merk:            | BMW Duitsland                                                                     |               |
| BMW | model:           | M3 cabriolet (E93) / sedan (E90) (4e generatie; sportieve variant van de 3-serie) |               |
| BMW | einde productie: | 2013 (cabriolet), 2012 (sedan)                                                    |               |
| BMW | productieaantal: | 16.219 (cabriolet), 9674 (sedan)                                                  |               |

| BMW |                  | concern:                                                     | onafhankelijk |
| BMW | divisie:         |                                                              |               |
| BMW | merk:            | BMW Duitsland                                                |               |
| BMW | model:           | X6 Sports Activity Coupe coupé-cross-over-suv (1e generatie) |               |
| BMW | einde productie: | 2014                                                         |               |
| BMW | productieaantal: | bijna 250.000                                                |               |

| Chrysler |                  | concern: | onafhankelijk |
| Chrysler | divisie:         | |               |
| Chrysler | merk:            | Chrysler Verenigde Staten |               |
| Chrysler | model:           | Grand Voyager (5e generatie; de gewone Voyager met korte wielbasis werd geschrapt; nadat FIAT een meerderheidsbelang in Chrysler verkreeg, werd het model vanaf oktober 2011 in de meeste Europese landen als Lancia Voyager verkocht) |               |
| Chrysler | einde productie: | 2015 |               |
| Chrysler | productieaantal: | ? |               |

| Citroën |                  | concern:                | PSA Peugeot Citroën Frankrijk |
| Citroën | divisie:         |                         |                               |
| Citroën | merk:            | Citroën Frankrijk       |                               |
| Citroën | model:           | Berlingo (2e generatie) |                               |
| Citroën | einde productie: | 2018                    |                               |
| Citroën | productieaantal: | ca. 700.000             |                               |

| Citroën |                  | concern:                    | PSA Peugeot Citroën Frankrijk |
| Citroën | divisie:         |                             |                               |
| Citroën | merk:            | Citroën Frankrijk           |                               |
| Citroën | model:           | C5 (2e generatie)           |                               |
| Citroën | einde productie: | 2017 (Europa), 2021 (China) |                               |
| Citroën | productieaantal: | ca. 600.000                 |                               |

| Citroën |                  | concern: | PSA Peugeot Citroën Frankrijk |
| Citroën | divisie:         | |                               |
| Citroën | merk:            | Citroën Frankrijk |                               |
| Citroën | model:           | Nemo Multispace (3e generatie; later Nemo Combi; gelijk aan de Peugeot Bipper Tepee en de Fiat Qubo; gebouwd in het kader van een joint venture met FIAT en Tofaş) |                               |
| Citroën | einde productie: | 2015 |                               |
| Citroën | productieaantal: | ca. 52.000 (verkocht in Europa) |                               |

| Dacia |                  | concern:               | Renault Frankrijk |
| Dacia | divisie:         |                        |                   |
| Dacia | merk:            | Dacia Roemenië         |                   |
| Dacia | model:           | Sandero (1e generatie) |                   |
| Dacia | einde productie: | 2012                   |                   |
| Dacia | productieaantal: | ca. 440.000            |                   |

| Donkervoort |                  | concern:              | onafhankelijk |
| Donkervoort | divisie:         |                       |               |
| Donkervoort | merk:            | Donkervoort Nederland |               |
| Donkervoort | model:           | D8 GT                 |               |
| Donkervoort | einde productie: | 2012                  |               |
| Donkervoort | productieaantal: | 50 per jaar           |               |

| Ferrari |                  | concern:          | FIAT Italië |
| Ferrari | divisie:         |                   |             |
| Ferrari | merk:            | Ferrari Italië    |             |
| Ferrari | model:           | California (F149) |             |
| Ferrari | einde productie: | 2013              |             |
| Ferrari | productieaantal: | ca. 9219          |             |

| FIAT |                  | concern: | onafhankelijk |
| FIAT | divisie:         | |               |
| FIAT | merk:            | FIAT Italië |               |
| FIAT | model:           | Qubo (gelijk aan de Citroën Nemo Multispace en de Peugeot Bipper Tepee; gebouwd in het kader van een joint venture met Tofaş en PSA Peugeot Citroën) |               |
| FIAT | einde productie: | 2019 |               |
| FIAT | productieaantal: | ruim 100.000 |               |

| Ford |                  | concern:                                         | Ford Motor Company Verenigde Staten |
| Ford | divisie:         | Ford of Europe Duitsland                         |                                     |
| Ford | merk:            | Ford Verenigde Staten                            |                                     |
| Ford | model:           | Fiesta drie- en vijfdeurhatchback (6e generatie) |                                     |
| Ford | einde productie: | 2019                                             |                                     |
| Ford | productieaantal: | ?                                                |                                     |

| Ford |                  | concern:                 | Ford Motor Company Verenigde Staten |
| Ford | divisie:         | Ford of Europe Duitsland |                                     |
| Ford | merk:            | Ford Verenigde Staten    |                                     |
| Ford | model:           | Ka (2e generatie)        |                                     |
| Ford | einde productie: | 2016                     |                                     |
| Ford | productieaantal: | ca. 700.000 (Europa)     |                                     |

| Ford |                  | concern:                 | Ford Motor Company Verenigde Staten |
| Ford | divisie:         | Ford of Europe Duitsland |                                     |
| Ford | merk:            | Ford Verenigde Staten    |                                     |
| Ford | model:           | Kuga (1e generatie)      |                                     |
| Ford | einde productie: | 2013                     |                                     |
| Ford | productieaantal: | ca. 300.000 (Europa)     |                                     |

| Jaguar |                  | concern: | Tata Motors India |
| Jaguar | divisie:         | |                   |
| Jaguar | merk:            | Jaguar Verenigd Koninkrijk                                                                                             |                   |
| Jaguar | model:           | XF sedan (1e generatie; de stationwagenvariant verscheen in 2012) XFR (krachtiger variant met supercharger vanaf 2009) |                   |
| Jaguar | einde productie: | 2015 |                   |
| Jaguar | productieaantal: | ruim 260.000 |                   |

| KTM |                  | concern:       | onafhankelijk |
| KTM | divisie:         |                |               |
| KTM | merk:            | KTM Oostenrijk |               |
| KTM | model:           | X-Bow roadster |               |
| KTM | einde productie: | ?              |               |
| KTM | productieaantal: | ?              |               |

| Lancia |                  | concern:             | Fiat Group Automobiles Italië |
| Lancia | divisie:         |                      |                               |
| Lancia | merk:            | Lancia Italië        |                               |
| Lancia | model:           | Delta (3e generatie) |                               |
| Lancia | einde productie: | 2014                 |                               |
| Lancia | productieaantal: | ca. 110.000          |                               |

| Mercedes-Benz |                  | concern:                                                                                               | Daimler Duitsland |
| Mercedes-Benz | divisie:         | |                   |
| Mercedes-Benz | merk:            | Mercedes-Benz Duitsland                                                                                |                   |
| Mercedes-Benz | model:           | CLC-Klasse Sports Coupé (CL203; grondig gefacelifte en hernoemde 2e generatie C-Klasse coupé uit 2001) |                   |
| Mercedes-Benz | einde productie: | december 2010                                                                                          |                   |
| Mercedes-Benz | productieaantal: | 187.518                                                                                                |                   |

| Mercedes-Benz |                  | concern:                                    | Daimler Duitsland |
| Mercedes-Benz | divisie:         |                                             |                   |
| Mercedes-Benz | merk:            | Mercedes-Benz Duitsland                     |                   |
| Mercedes-Benz | model:           | GLK-Klasse compacte suv (X204; 1 generatie) |                   |
| Mercedes-Benz | einde productie: | 2015                                        |                   |
| Mercedes-Benz | productieaantal: | ca. 725.000                                 |                   |

| Mercedes-Benz |                  | concern: | Daimler Duitsland |
| Mercedes-Benz | divisie:         | |                   |
| Mercedes-Benz | merk:            | Mercedes-Benz Duitsland |                   |
| Mercedes-Benz | model:           | S 600 Pullman Guard verlengde gepantserde limousine (V221; gebaseerd op de verlengde 5e generatie S-Klasse sedan uit 2005) |                   |
| Mercedes-Benz | einde productie: | 2013 |                   |
| Mercedes-Benz | productieaantal: | ? |                   |

| Opel Vauxhall |                  | concern:                                                        | General Motors Verenigde Staten |
| Opel Vauxhall | divisie:         |                                                                 |                                 |
| Opel Vauxhall | merk:            | Opel Duitsland en Vauxhall Verenigd Koninkrijk                  |                                 |
| Opel Vauxhall | model:           | Agila kleine mpv (2e generatie; badge-engineered Suzuki Splash) |                                 |
| Opel Vauxhall | einde productie: | 2015                                                            |                                 |
| Opel Vauxhall | productieaantal: | ca. 200.000 (verkocht in Europa)                                |                                 |

| Opel Vauxhall |                  | concern:                                          | General Motors Verenigde Staten |
| Opel Vauxhall | divisie:         |                                                   |                                 |
| Opel Vauxhall | merk:            | Opel Duitsland en Vauxhall Verenigd Koninkrijk    |                                 |
| Opel Vauxhall | model:           | Insignia vijfdeurhatchback / sedan (1e generatie) |                                 |
| Opel Vauxhall | einde productie: | 2017                                              |                                 |
| Opel Vauxhall | productieaantal: | ca. 900.000 (inclusief de stationwagen uit 2009)  |                                 |

| Peugeot |                  | concern:                                                              | PSA Peugeot Citroën Frankrijk |
| Peugeot | divisie:         |                                                                       |                               |
| Peugeot | merk:            | Peugeot Frankrijk                                                     |                               |
| Peugeot | model:           | 308 SW stationwagen (afgeleid van de 1e generatie hatchback uit 2007) |                               |
| Peugeot | einde productie: | 2014                                                                  |                               |
| Peugeot | productieaantal: | ?                                                                     |                               |

| Peugeot |                  | concern: | PSA Peugeot Citroën Frankrijk |
| Peugeot | divisie:         | |                               |
| Peugeot | merk:            | Peugeot Frankrijk |                               |
| Peugeot | model:           | Bipper Tepee (Partner Tepee in sommige landen; 2e generatie; gelijk aan de Citroën Nemo Multispace en de Fiat Qubo; gebouwd in het kader van een joint venture met FIAT en Tofaş) |                               |
| Peugeot | einde productie: | 2015 |                               |
| Peugeot | productieaantal: | ca. 40.000 (verkocht in Europa) |                               |

| PGO |                  | concern:              | Al-Sayer Group Koeweit |
| PGO | divisie:         |                       |                        |
| PGO | merk:            | PGO Frankrijk         |                        |
| PGO | model:           | Hemera (1e generatie) |                        |
| PGO | einde productie: | 2012                  |                        |
| PGO | productieaantal: | ?                     |                        |

| Renault |                  | concern:                                                        | onafhankelijk |
| Renault | divisie:         |                                                                 |               |
| Renault | merk:            | Renault Frankrijk                                               |               |
| Renault | model:           | Laguna coupé (3e generatie; afgeleid van de hatchback uit 2007) |               |
| Renault | einde productie: | 2015                                                            |               |
| Renault | productieaantal: | ca. 55.000                                                      |               |

| Renault |                  | concern:                                                                                                 | onafhankelijk |
| Renault | divisie:         | |               |
| Renault | merk:            | Renault Frankrijk                                                                                        |               |
| Renault | model:           | Mégane vijfdeurhatchback (3e generatie)                                                                  |               |
| Renault | einde productie: | november 2015                                                                                            |               |
| Renault | productieaantal: | ca. 1,6 miljoen (inclusief de driedeurhatchback en stationwagen uit 2009 en de coupé-cabriolet uit 2010) |               |

| Rolls-Royce |                  | concern:                                                                                       | BMW Duitsland |
| Rolls-Royce | divisie:         |                                                                                                |               |
| Rolls-Royce | merk:            | Rolls-Royce Verenigd Koninkrijk                                                                |               |
| Rolls-Royce | model:           | Phantom Coupé (gebaseerd op de 7e generatie Phantom uit 2003 en de 100EX conceptauto uit 2004) |               |
| Rolls-Royce | einde productie: | 2016                                                                                           |               |
| Rolls-Royce | productieaantal: | ca. 500                                                                                        |               |

| SEAT |                  | concern:    | Volkswagen Duitsland |
| SEAT | divisie:         |             |                      |
| SEAT | merk:            | SEAT Spanje |                      |
| SEAT | model:           | Exeo        |                      |
| SEAT | einde productie: | 2013        |                      |
| SEAT | productieaantal: | 81.552      |                      |

| SEAT |                  | concern:                                                                    | Volkswagen AG Duitsland |
| SEAT | divisie:         |                                                                             |                         |
| SEAT | merk:            | SEAT Spanje                                                                 |                         |
| SEAT | model:           | Ibiza vijfdeurhatchback / Sportcoupé of SC driedeurhatchback (4e generatie) |                         |
| SEAT | einde productie: | 2017                                                                        |                         |
| SEAT | productieaantal: | ca. 1,2 miljoen (inclusief de stationwagen uit 2010)                        |                         |

| Škoda |                  | concern:                                                                  | Volkswagen AG Duitsland |
| Škoda | divisie:         |                                                                           |                         |
| Škoda | merk:            | Škoda Tsjechië                                                            |                         |
| Škoda | model:           | Fabia Combi stationwagen (variant van de 2e generatie hatchback uit 2007) |                         |
| Škoda | einde productie: | 2014                                                                      |                         |
| Škoda | productieaantal: | ?                                                                         |                         |

| Škoda |                  | concern:                                     | Volkswagen AG Duitsland |
| Škoda | divisie:         |                                              |                         |
| Škoda | merk:            | Škoda Tsjechië                               |                         |
| Škoda | model:           | Superb liftback-sedan (2e generatie)         |                         |
| Škoda | einde productie: | 2015                                         |                         |
| Škoda | productieaantal: | 618.500 (inclusief de stationwagen uit 2010) |                         |

| Volkswagen |                  | concern:             | onafhankelijk |
| Volkswagen | divisie:         |                      |               |
| Volkswagen | merk:            | Volkswagen Duitsland |               |
| Volkswagen | model:           | Golf (6e generatie)  |               |
| Volkswagen | einde productie: | 2012                 |               |
| Volkswagen | productieaantal: | 3,6 miljoen          |               |

| Volkswagen |                  | concern:                                 | onafhankelijk |
| Volkswagen | divisie:         |                                          |               |
| Volkswagen | merk:            | Volkswagen Duitsland                     |               |
| Volkswagen | model:           | (Passat) CC                              |               |
| Volkswagen | einde productie: | 2017                                     |               |
| Volkswagen | productieaantal: | ca. 300.000 (Europa en Verenigde Staten) |               |

| Volkswagen |                  | concern:                | onafhankelijk |
| Volkswagen | divisie:         |                         |               |
| Volkswagen | merk:            | Volkswagen Duitsland    |               |
| Volkswagen | model:           | Scirocco (3e generatie) |               |
| Volkswagen | einde productie: | 2017                    |               |
| Volkswagen | productieaantal: | 272.436                 |               |

| Volvo |                  | concern:            | Ford Motor Company Verenigde Staten |
| Volvo | divisie:         |                     |                                     |
| Volvo | merk:            | Volvo Zweden        |                                     |
| Volvo | model:           | XC60 (1e generatie) |                                     |
| Volvo | einde productie: | 2018                |                                     |
| Volvo | productieaantal: | 966.988             |                                     |

## Oost-Europa
| OeAZ |                  | concern:                                                       | Sollers Rusland |
| OeAZ | divisie:         |                                                                |                 |
| OeAZ | merk:            | OeAZ Rusland                                                   |                 |
| OeAZ | model:           | Pickup vierdeur-pick-up (gebaseerd op de Patriot suv uit 2005) |                 |
| OeAZ | einde productie: | ?                                                              |                 |
| OeAZ | productieaantal: | ?                                                              |                 |

| Renault |                  | concern: | onafhankelijk |
| Renault | divisie:         | |               |
| Renault | merk:            | Renault Frankrijk |               |
| Renault | model:           | Symbol sedan (2e generatie; gebaseerd op de 2e generatie Clio; verkocht in Noord-Afrika, het Midden-Oosten, Latijns-Amerika en als Thalia in Oost-Europa) |               |
| Renault | einde productie: | 2012 |               |
| Renault | productieaantal: | ? |               |

| TagAZ |                  | concern:                                                | Doninvest Rusland |
| TagAZ | divisie:         |                                                         |                   |
| TagAZ | merk:            | TagAZ Rusland                                           |                   |
| TagAZ | model:           | Tager (badge-engineered 2e generatie SsangYong Korando) |                   |
| TagAZ | einde productie: | 2012                                                    |                   |
| TagAZ | productieaantal: | ?                                                       |                   |

| Volga |                  | concern:                                              | Groep GAZ Rusland |
| Volga | divisie:         |                                                       |                   |
| Volga | merk:            | Volga Rusland                                         |                   |
| Volga | model:           | Siber (gebaseerd op de 2e generatie Chrysler Sebring) |                   |
| Volga | einde productie: | 2010                                                  |                   |
| Volga | productieaantal: | ca. 9000                                              |                   |